# Paolo Brenner

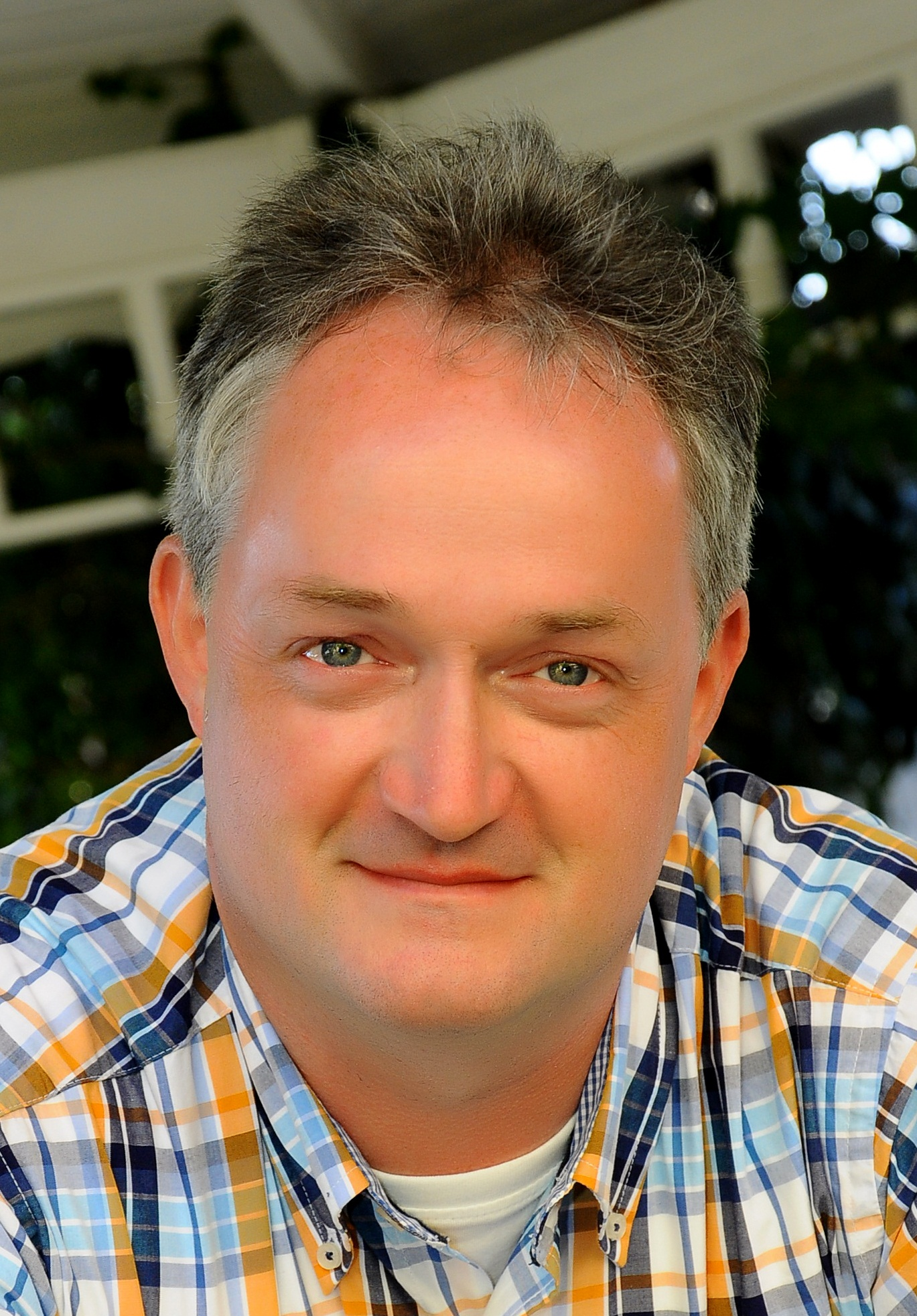
Paolo Brenner (2013)

Paolo Brenner (* 21. Mai 1966 in Höchstädt an der Donau) ist ein deutscher Facharzt und Professor für Herzchirurgie an der Herzchirurgischen Klinik am Klinikum Großhadern der LMU München. Er ist bekannt für seine Arbeiten auf dem Gebiet der Xenotransplantation, der Weiterentwicklung von Kunstherzen, extrakorporaler Membranoxygenierung (ECMO) und der Lungentransplantation.

## Leben
Bereits als Jugendlicher engagierte sich Brenner als Gründungsmitglied der Deutschen Gesellschaft für Kosmologie (DGK), war Schriftleiter und Mitherausgeber der Zeitschrift für Kosmologie von 1990 bis 2007, in der er angetrieben durch eine 95-seitige physikalische Facharbeit (1985) mit dem Thema Die Lebensgeschichte von Fixsternen und einer Jugend-forscht-Arbeit zu Schwarzen Löchern 1986 zahlreiche eigene Publikationen und Übersichten zu kosmologischen Themen veröffentlichte.
Brenner machte das Abitur 1985 in Donauwörth und studierte 1986 bis 1993 Medizin an der LMU München. Während des Medizinstudiums wurde er als Stipendiat von der Konrad-Adenauer-Stiftung gefördert und war mehrere Jahre Stipendiatensprecher der Stiftung in München. Nach dem Abschluss der ärztlichen Ausbildung war er ab 1993 Arzt im Praktikum in der Herzchirurgischen Klinik/Klinikum Großhadern im Team von Bruno Reichart. Brenner schied 1996 und 1997 unter den letzten 20 Bewerbern für ein Kosmonauten-Trainingsprogramm in Star City (Swjosdny Gorodok) in Russland in einer nationalen (15.000 Bewerber) und internationalen (150.000 Bewerber) Endauswahl knapp aus und ist heute Mitglied des Vereins zur Förderung der Raumfahrt. 1995 bis 1997 arbeitete er als wissenschaftlicher Assistent der Herzchirurgischen Klinik und Poliklinik, Klinikum Großhadern der LMU München und wurde als Studienleiter für klinische, pharmakologische Studien zugelassen. 1995 wurde er am Physiologischen Institut der LMU München mit magna cum laude zum Dr. med. promoviert. Sein Dissertationsthema lautete: Wirkung verschiedener Peptide auf das sympathische System von Brown-Norway-Ratten vor und nach Hemmung des Konversionsenzyms. Die Dissertation war maßgeblich für die Entwicklung des Medikaments Ramipril. 1997 erhielt er ein Habilitationsstipendium der Bayerischen Forschungsstiftung für das Projekt Entwicklung gentechnischer und mechanischer Verfahren für die Realisierung der xenogenen Transplantation von Schweineorganen am Institut für Chirurgische Forschung. Im Rahmen dieses Projekts führte er unter anderem diverse Xenoperfusions- und Transplanationsversuchsreihen von Landrasse- und transgenen Schweineherzen durch. 1999 wechselte Brenner als Wissenschaftlicher Assistent der Herzchirurgischen Klinik der LMU im Team von Bruno Reichart in die Herzklinik am Augustinum. 2003 schloss er die Facharztausbildung für Herzchirurgie ab. Er arbeitete weiter am Xenotransplantationsfolgeprojekt Produktion multi-transgener Schweine und Entwicklung immunmodulatorischer Strategien für die klinische Xenotransplantation. Im selben Jahr wechselte er innerhalb der Herzchirurgischen Klinik als Operateur in das Klinikum Großhadern der LMU. 2004 folgte der Abschluss des Habilitationsverfahrens mit der Lehrbefähigung für das Fach Herzchirurgie mit dem Habilitationsthema: Einfluß von Immunadsorption auf xenogene Abstoßungsmechanismen im Perfusionsmodell und bei der Xenotransplantation von Landrasse- und hDAF-transgenen Schweineherzen in Primaten, das in einem 1450-seitigen Werk niedergeschrieben wurde. 2004 wurde er zum Privatdozenten ernannt und gleichzeitig Funktionsoberarzt der Herzchirurgischen Klinik, 2006 Oberarzt der Herzchirurgischen Klinik und Mitglied der Munich Lung Transplant Group (Ex- und Implantation). 2011 wurde Brenner zum außerplanmäßigen Professor an der LMU ernannt und 2012 als Beamter in den Rang eines Akademischen Direktors befördert.
Paolo Brenner ist seit 1992 Gründungsmitglied und jetziges Mitglied im Stiftungsrat des Stiftung Christlicher Entwicklungsdienst zusammen mit Susanne Pechel und hat im Rahmen dessen unter anderem 1997 in Kalkutta bei Mutter Teresa gearbeitet.

## Wissenschaftlicher Beitrag
Seit 1993 beschäftigt sich Herr Brenner mit Themen der thorakalen Organtransplantation (ab 2004 als Transplanteur von Herz und Lunge), seit 2006 als Mitglied der Munich Lung Transplant Group und bereits seit 2000 als Explanteur der Deutschen Stiftung Organtransplantation (DSO). Er war schon als Junior Operator der damaligen Firma Baxter Novacor für das tragbare Kunstherzsystem Novacor tätig und forscht zuletzt als Proktor der Firma JarvikHeart in Kooperation mit Robert Jarvik an der Entwicklung miniaturisierter „Klappenturbinenpumpen“. Mit Unterstützung der Bayerischen Forschungsstiftung befasste sich der Facharzt für Herzchirurgie seit 1997 mit seinem Forscherteam mit der xenogenen Übertragung von multitransgenen Schweineherzen als zukünftiger Organersatz am Menschen, ab 2004 im Rahmen der Transregio-Forschergruppe FOR 535 der DFG und ab 2012 als PI für den Bereich xenogene Herztransplantation im Transregio-Sonderforschungsbereich 127 (SFB127) mit dem Sprecher Bruno Reichart am Walter-Brendel-Zentrum für Chirurgische Forschung.
Die kardiale Xenotransplantation (von Schwein auf Mensch), an der Brenner und Reichart seit 1997 forschen, hat, trotz der höheren immunologischen Komplexität wegen vorbestehender und neugebildeter Antikörper bei ganzen Organe, bereits die Präklinik erreicht. In einer patentierten Kombination (EP 1181034 B1, EP 1980263A1, US 8435520 B2) aus transgenen Organ/Zellen und Immunadsorption (Herausfiltern von Antikörpern beim Empfänger) und speziellen Immunsuppressiva-Kombinationen sollen die hyperakute und verzögerte Abstoßung verhindert werden und ein Xenotransplantatüberleben ermöglicht werden. Dies macht die Xenotransplantation deshalb in Zeiten massiver, zunehmender Organknappheit und noch großer Probleme mit Kunstherzen (Kabelverbindungen, Batterien, Schlaganfälle, Infektionen) im Bereich Organ-/Zelltransplantation hochinteressant, da durch ein nahezu unbegrenztes Angebot von porcinen Organen (Herz, Niere, Lunge, Hornhaut, (Leber eher unwahrscheinlich)) und von Zellen (Schweine-Inselzellen bei Diabetes, nigrostriatale Hirnzellen gegen Morbus Parkinson, Hornhaut des Auges, Stammzellen, Knochen/-mark, Haut etc.) nicht nur in Europa, sondern auch weltweit vielen Menschen mit tierischen Zellen oder einem Organersatz geholfen werden könnte.
Durch 45 Originalpublikationen, über 110 national und international gehaltene Vorträge, zwei hochdotierte internationale Forschungspreise und als Betreuer von über 20 PostDocs und Doktoranden (z. B.) in mehreren Arbeitsgruppen hat Brenner einen erheblichen Anteil am wissenschaftlichen Fortschritt der LMU geleistet, vor allem durch sein hochspezialisiertes Detailwissen zur Xenotransplantation und zu mechanischen Kreislaufunterstützungssystemen. Er wurde deshalb 2011 zum außerplanmäßigen Professor ernannt. Brenner gilt als internationaler Experte für mechanischen und „biologischen“ Herzersatz, für die er auch Patente besitzt (Bsp.). In seiner Lehrtätigkeit war Brenner seit 2004 an der Einführung des praxisnahen am Harvard-University-Konzept orientierten MECUM-Ausbildungssystems der LMU beteiligt, war ab 2007 Lehrbeauftragter für das Fach Herzchirurgie der LMU und ab 2011 stellvertretender Blocksprecher des Kardiovaskularblocks im neuen medizinischen Studentenausbildungssystem Modul23 der LMU. Seit 2003 hat er als Leiter der herzchirurgischen Fortbildung etwa 400 fachliche und wissenschaftliche Weiterbildungsveranstaltungen, zumeist als von der Bayerischen Landesärztekammer zertifizierte Montagsfortbildungen zur Facharztaus- und Weiterbildung, organisiert.
Jüngere Forschungsschwerpunkte und Interessen Brenners sind Miniatur-Kunstherzen in Herzklappen (Kooperation mit Robert Jarvik), Hemmung von Alterungsenzymen, Kryonik, Energie- und Umwelttechnik (z. B. Elektromobilität), Ätherische Öle sowie Ebola.

## Auszeichnungen
- “Young Investigator’s Award of European Association for Cardio-Thoracic Surgery” für die Arbeit The influence of antibody and complement removal with a Ig-Therasorb column in a xenogeneic working heart model (Brüssel, 20.–23. September 1998, 12th Ann. Meeting of the EACTS)[39]
- „Biotest Award of the European Society for Organ Transplantation“ für die Arbeit Influence of Ischemic Time on Hyperacute Xenograft Rejection of pig hearts in a working heart perfusion model with human blood (Oslo, 24. Juni 1999, 9th Congress of the European Society for Organ Transplantation (ESOT))[40]

## Mitgliedschaften in wissenschaftlichen Vereinigungen
Medizinische Vereinigungen:
- Transplantation Society (TTS),[41]
- International Xenotransplantation Association (IXA)[42]
- Leitender Wissenschaftler / Prinzipal Investigator (PI) des Sonderforschungsbereichs Transregio-SFB 127[43] Xenotransplantation der Deutschen Forschungsgemeinschaft (DFG) zur Thematik Biologie der xenogenen Zell- und Organtransplantation.
- Mitglied der Deutschen Gesellschaft für Thorax-, Herz- und Gefäßchirurgie
- Mitglied des Advisory Board of Immunapheresis in Solid Organ Transplantation
- Explanteur der DSO
- Proctor der Kunstherzfirma JarvikheartTM (New York, USA)
- Mitglied im Stiftungsrat des Christlichen Entwicklungsdienstes (CED)

Andere wissenschaftliche Vereinigungen
- Mitbegründer der Deutschen Gesellschaft für Kosmologie (1986 bis 2007)

## Editorial Boards und Reviewer
Medizinische Fachjournale:
- International Journal of artificial organs (IJAO)
- Deutsche Forschungsgemeinschaft
- Xenotransplantation

Andere Fachjournale:
- Herausgeber der Zeitschrift für Kosmologie (1986 bis 2008)

## Patente: Internationale Patente und US-Patent
- Publikation des internationalen Patents mit dem Titel: „Combinations of immunosuppressive agents for the treatment or prevention of graft rejection“/„Organic Compounds“ (International Application Number: PCT/EP00/04250 und International Publication Number WO 00/67773 A3, filing number 00927193.3), erteilt am 21. Juli 2010 als Europäisches Patent mit der Nummer 1181034.[44]
- US-Patent „Combination of immunosuppressive agents for the treatment or prevention of graft rejection“ (US 2002/0132764 A1, filing number 11/599814), 3/2013 erteilt als US-Patent: US 8,435,520 B2.y[45]

## Publikationen
- Publikationen ResearchGate[46]
- Publikationen Microsoft Academic Search[47]
- Publikationen in PubMed[48]

## Politische Tätigkeit
Die Gemeinde Neuried wählte 2014 Brenner als stellvertretenden CSU-Vorsitzenden in den Gemeinderat und den Bau- und Umweltausschuss.